# Louis Zamperini

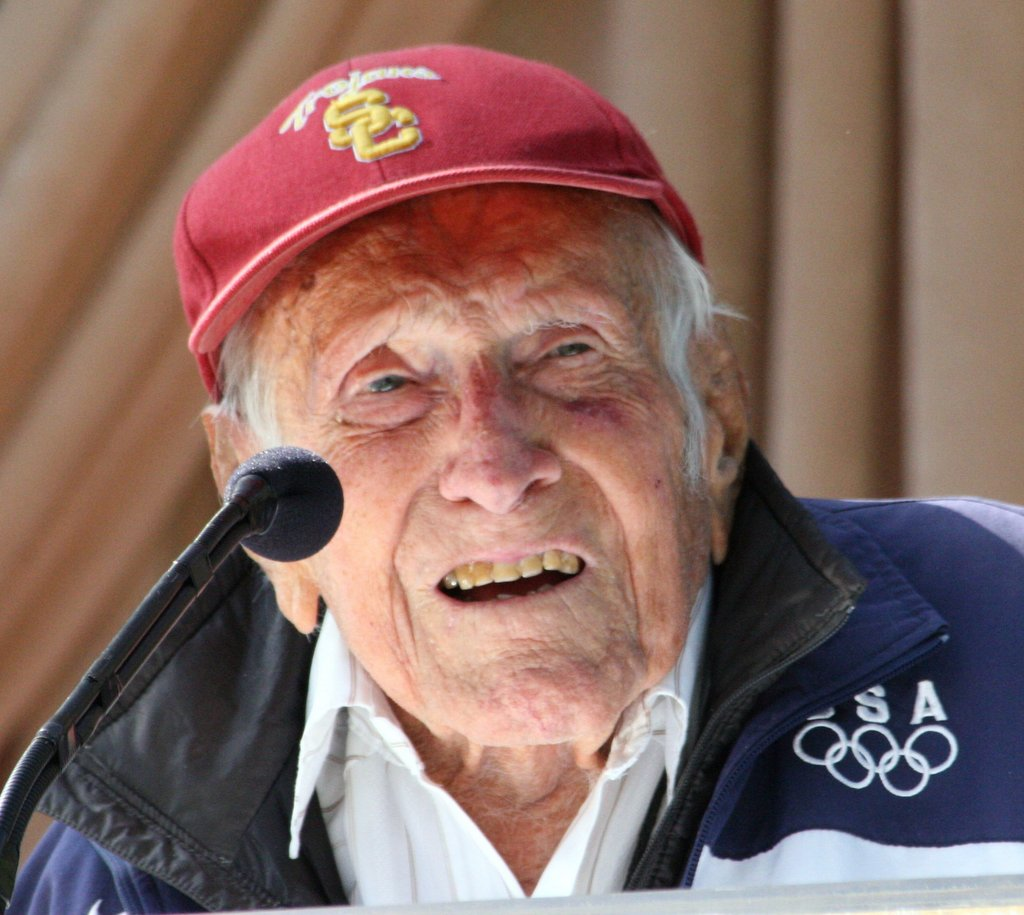
Louis Zamperini, 2014

Louis Silvie „Louie” Zamperini (ur. 26 stycznia 1917 w Oleanie w stanie Nowy Jork, zm. 2 lipca 2014 w Los Angeles) – amerykański lekkoatleta (biegacz), olimpijczyk, kapitan United States Air Force, jeniec wojenny w niewoli japońskiej, później aktywista ewangelizacyjny.

## Życiorys

### Wczesne lata
Jego rodzicami byli Anthony Zamperini i Louise z d. Dossi, emigranci z Włoch. Rodzina Zamperinich początkowo mieszkała w Orleanie w stanie Nowy Jork, lecz w 1919 przeniosła się do kalifornijskiego Torrance. Louie miał starszego brata – Pete’a i dwie młodsze siostry – Virginie oraz Sylvie. Cała czwórka uczęszczała do Torrance High School. W jej reprezentacji lekkoatletycznej Louie zaczął odnosić swoje pierwsze sukcesy. Wcześniej nic nie wskazywało na to, że zostanie sportowcem. Był trudnym nastolatkiem, skonfliktowanym z racji włoskiego pochodzenia z amerykańskimi rówieśnikami. Wdawał się w bójki, sięgał po alkohol i papierosy, nierzadko dopuszczał się drobnych kradzieży. Zmienił się jednak, kiedy zaczął uprawiać sport. Decydującą rolę w sprowadzeniu go na prostą drogę odegrał jego brat – Pete, który namówił go do biegania. Sam był średnio- i długodystansowcem, członkiem lekkoatletycznej reprezentacji Torrance High School.

### Start olimpijski
Jako biegacz czynił szybkie postępy, stale poprawiając wyniki. Startował z sukcesami w biegach terenowych, ale jego ulubionymi były dystanse średnie. W 1934 ustanowił rekord świata szkół średnich w biegu na milę (4:21,2 min.) oraz został młodzieżowym mistrzem Kalifornii na tym dystansie podczas startu w zawodach CIF California State Meet (Mistrzostwa Kalifornii Szkół Średnich w Lekkoatletyce). Dzięki temu sukcesowi uzyskał stypendium na University of Southern California, na którym podjął studia. Był członkiem uczelnianej reprezentacji lekkoatletycznej. W 1938 ustanowił akademicki rekord Stanów Zjednoczonych w biegu na milę (4:08 min).
Uzyskiwane na bieżni wyniki rozbudziły w nim marzenia o udziale w igrzyskach olimpijskich w 1940 i medalu. Jednak już w 1936 przystąpił do kwalifikacji do IO w Berlinie, startując w zawodach, które odbyły się na Randall's Island Stadium w Nowym Jorku. Z uwagi na bardzo silną stawkę zawodników na jego koronnym dystansie 1500 m, postanowił wystąpić w biegu na 5000 m. Zajął w nim drugie miejsce za ówczesnym mistrzem Stanów Zjednoczonych Donem Lashem i został powołany do reprezentacji kraju na igrzyska. W Berlinie zajął ósme miejsce na dystansie 5000 m. Przez niemal cały bieg znajdował się na końcu stawki, lecz dzięki świetnemu finiszowi na ostatnim okrążeniu – pokonał je w 56 sekund – nadrobił 46 metrów do prowadzących Finów. Wyczynem tym zwrócił na siebie uwagę Adolfa Hitlera, który ponoć uścisnął mu dłoń i powiedział: „Ach, to ty jesteś tym młodym człowiekiem z szybkim finiszem”.

### Kariera wojskowa i niewola
29 września 1941 wstąpił do United States Army Air Forces. Po odbyciu szkolenia dla kadetów lotnictwa i uzyskaniu kwalifikacji bombardiera otrzymał zaszeregowanie w stopniu podporucznika. Następnie skierowano go do 372. Eskadry Bombowej (372d Bombardment Squadron), stacjonującej wówczas na wyspie Funafuti na Oceanie Spokojnym. Został członkiem załogi bombowca Consolidated B-24 Liberator „Super Man”.

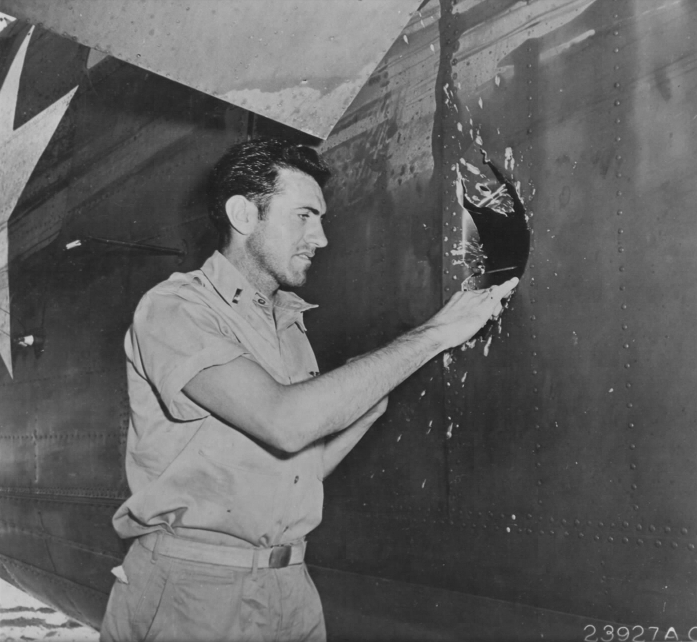
Louis Zamperini sprawdza dziurę w bombowcu B-24D Liberator, 1943

W kwietniu 1943, podczas bombardowania japońskich instalacji wojskowych na wyspie Nauru jego samolot został ostrzelany i poważnie uszkodzony. Maszyna nie była zdolna do lotów, a część jej załogi odniosła rany – również śmiertelne – podczas walki z myśliwcami wroga. Wskutek tego zdrowi członkowie załogi zostali przeniesieni na Hawaje, gdzie mieli czekać na nowy przydział. W tym czasie zostali powołani do załogi samolotu, którego zadaniem było odszukanie zaginionej w akcji innej maszyny i jej załogi. Używany do celów transportowych B-24 „The Green Hornet”, którym 24 maja polecieli na ratunek kolegom, okazał się niesprawny technicznie. Doszło do awaryjnego wodowania na otwartym oceanie w odległości 1370 km na południe od wyspy Oʻahu. W rozbitej maszynie zginęło ośmiu spośród jedenastu członków załogi. Trzema ocalałymi lotnikami byli: Zamperini, Russell Allen „Phil” Phillips (pilot samolotu) oraz Francis „Mac” McNamara. Zamperini i Russell, którzy byli bliskimi kolegami z załogi „Super Mana”, przez 47 dni dryfowali po Pacyfiku (McNamara zmarł po 33 dniach), zanim dotarli do Wysp Marshalla. Na brzegu zostali natychmiast ujęci przez żołnierzy japońskich.
Przez 42 dni byli przetrzymywani na atolu Kwajalein. Następnie przetransportowano ich do Japonii do obozu jenieckiego Ōfuna, zlokalizowanego w miejscowości Kamakura. Później zostali rozdzieleni. Zamperini trafił do obozu Ōmori w Tokio, a następnie przeniesiono go do północnej Japonii, do obozu Naoetsu, w którym był więziony już do zakończenia wojny w sierpniu 1945.
Podczas dwuletniego pobytu w niewoli spotkał się z nieludzkim traktowaniem, nierzadko będąc torturowany. Szczególnego okrucieństwa doznał ze strony strażnika obozowego Mutsuhiro Watanabego, zwanego „Ptakiem”, którego amerykańskie władze okupowanej Japonii uznały za zbrodniarza wojennego.

### Uznany za poległego
Jeszcze w 1943 wskutek nieodnalezienia w rejonie katastrofy żyjących członków załogi Liberatora, którym leciał Zamperini, władze amerykańskie uznały go za „poległego w akcji”. W 1944 prezydent Franklin Delano Roosevelt wystosował do jego rodziców oficjalny list kondolencyjny.

### Dalsze lata
Po powrocie do Stanów Zjednoczonych i zwolnieniu z wojska poślubił w 1946 Cynthię Applewhite. Miał z nią dwoje dzieci: córkę – Cissy i syna – Luke’a. Małżeństwo trwało do śmierci Cynthii w 2001.
Przez kilka powojennych lat cierpiał na zespół stresu pourazowego, będącego skutkiem jego traumatycznych przeżyć w niewoli japońskiej. Nie był w stanie powrócić do sportu. Pogrążył się natomiast w nałogu alkoholowym. W 1949 – pod wpływem żony, nowonarodzonej chrześcijanki – wziął udział w krucjacie ewangelizacyjnej prowadzonej przez Billy’ego Grahama w Los Angeles. Nauki Grahama – jak stwierdził – pomogły mu uwolnić się od nałogu alkoholowego i wojennej traumy, skłoniły go także do wybaczenia win japońskim prześladowcom. Wówczas postanowił także podjąć misję głoszenia Słowa Bożego, co czynił niemal do końca życia. Ponadto zorganizował obóz dla trudnej młodzieży – Victory Boys Camp.
W 1950 udał się do więzienia Sugamo w Tokio, w którym odbywali karę japońscy zbrodniarze wojenni. Podczas apelu w geście przebaczenia objął każdego więźnia, który wystąpił z szeregu, przyznając że go rozpoznaje. Później powiedział w rozgłośni CBN (Christian Broadcasting Network), że niektórzy z nich stali się chrześcijanami.
W styczniu 1998 jeszcze raz pojechał do Japonii, żeby na kilka dni przed swoimi 81. urodzinami wziąć udział w sztafecie niosącej ogień olimpijski przed Zimowymi Igrzyskami w Nagano. Z pochodnią w dłoni pokonał odcinek trasy biegnący niedaleko obozu jenieckiego, w którym był więziony. Uczestnikiem sztafety olimpijskiej był już wcześniej, w 1984 bowiem niósł płomień przed Letnimi Igrzyskami w Los Angeles.
Swoje wspomnienia opisał w książce pt. Devil at My Heels, opublikowanej w 1956. Nowe, poszerzone wydanie jego autobiografii ukazało się w 2003.
Zmarł 2 lipca 2014 w swoim domu w Los Angeles. Bezpośrednią przyczyną śmierci było zapalenie płuc.

## Odznaczenia
- Air Force Bombardier Badge
- Zaszczytny Krzyż Lotniczy
- Purpurowe Serce – dwukrotnie
- Medal Lotniczy – czterokrotnie
- Medal Jeńca Wojennego
- US Army Presidential Unit Citation – trzykrotnie
- Medal Amerykańskiej Służby Obronnej
- Medal Kampanii Azji-Pacyfiku – czterokrotnie
- Medal Zwycięstwa w II Wojnie Światowej
- Medal Wyzwolenia Filipin – dwukrotnie

## Pamięć
- Od 7 grudnia 1946 jego imię nosi port lotniczy w Torrance, a od 2004 stadion Torrance High School oraz plac przed wejściem na stadion Uniwersytetu Południowej Kalifornii w Los Angeles.
- Laura Hillenbrand napisała książkę pt. Unbroken: A World War II Story of Survival, Resilience and Redemption, która przedstawia losy Zamperiniego – jego sportową karierę, służbę wojskową, przeżycia w japońskim obozie jenieckim, późniejsze zmagania z alkoholizmem oraz nawrócenie.
- Na podstawie ww. książki Angelina Jolie wyreżyserowała film fabularny pt. Niezłomny, do którego scenariusz napisali bracia Ethan i Joel Coenowie. Światowa premiera filmu odbyła się 25 grudnia 2014, w Polsce zaś trafił na ekrany 2 stycznia 2015.
- W 2015 Billy Graham Evangelistic Association zrealizowało film dokumentalny Captured by Grace, poświęcony zaangażowaniu Zamperiniego w sprawy religii i wiary.